# Thiên hoàng An Nhàn
Thiên hoàng An Nhàn (安閑天皇 (An Nhàn Thiên hoàng) Ankan Tennō) là vị Thiên hoàng thứ 27 của Nhật Bản theo trật tự kế vị truyền thống. Không có ngày tháng chắc chắn về cuộc đời và thời đại của Thiên hoàng này. Thiên hoàng Ankan được cho là đã trị vì đất nước vào đầu thế kỷ 6, nhưng rất hiếm thông tin về ông. Các học giả chỉ còn biết than phiền rằng vào thời điểm này, chưa có đủ cứ liệu để thẩm tra và nghiên cứu thêm…
Theo Cổ Sự Ký Ankan là con trưởng của Thiên hoàng Keitai. Khi Ankan 66 tuổi, Kế Thể tự mình thoái vị. 4 năm sau, ông qua đời. Sự kiện đáng chú ý nhất dưới triều đại của ông là việc xây dựng kho dự trữ thóc quốc gia với số lượng lớn trên khắp nước Nhật, thể hiện việc mở rộng quyền lực của Thiên hoàng vào thời điểm đó.